# Banco Nacional de Crédito
El Banco Nacional de Crédito (BNC) es una institución financiera venezolana de capital privado especializado en banca universal. Tiene su sede principal en el sector de El Rosal en Caracas.  
Según la clasificación de SUDEBAN está dentro del Estrato Grande en cuanto a tamaño del banco. Su presidente fundador es Jorge Nogueroles. quién mucho antes se había desempeñado como vicepresidente del Banco Provincial. en el año 2024 se cataloga como el segundo banco más grande del país solo por detrás del Banco de Venezuela.

## Historia
Abre sus puertas en San Antonio del Táchira, Estado Táchira en julio de 1977 como Banco Tequendama sucursal del banco del mismo nombre en Colombia.  
En 2002 se inician las conversaciones para la compra del banco por parte de un grupo de inversionistas venezolanos llevando a término en febrero de 2003 la adquisición del banco y cambiando el nombre en abril del mismo año a Banco Nacional de Crédito.El BNC cuenta con la experiencia José María Nogueroles como fundador.    
Para 2003 contaba con 13 agencias. Para mediados de 2007 aumentó significativamente el número hasta llegar a 79 agencias a nivel nacional. Cinco años después llegaría a 156 agencias y un aproximado de 687.372 clientes. Actualmente cuenta con 171 agencias a nivel nacional, 460 cajeros y un aproximado de 1.417.932 clientes.
El 8 de mayo de 2009 el BNC adquirió la totalidad de las acciones de Stanford Bank por $111 millones de dólares, luego que este fuera intervenido por el Estado venezolano, tras la crisis de su casa matriz, y se concretara el 18 de febrero. Para el momento de la compra Stanford Bank poseía 15 agencias en Venezuela.
El 31 de agosto de 2021, Citibank Venezuela completaría la transferencia de sus activos y pasivos al BNC, de conformidad con un Contrato de Transferencia de Derechos y Obligaciones de fecha 20 de abril de 2021, tras la aprobación de la Superintendencia de las Instituciones del Sector Bancario (SUDEBAN) entre ambas instituciones. El retiro de Citigroup ocurría debido a la minimización de sus actividades por la recesión económica provocada por la hiperinflación en la nación.
El 10 de marzo de 2022 la Bolsa de Valores de Caracas (BVC) divulgó una nota de prensa informado sobre el proceso de expansión del BNC en la adquisición de algunos activos y asunción de pasivos del Banco Occidental de Descuento. El 17 de junio, la SUDEBAN informaría en un comunicado la autorización para la transferencia de activos y pasivos del BOD hacia el BNC a partir del 27 de junio de 2022.
Por lo cual desde el 1 de julio de 2022 pasara a ser la entidad bancaria privada más grande de Venezuela por encima de Banesco. 
Con más de 500 agencias en todo el territorio venezolano.